# Barón Rojo Sur
El Barón Rojo Tribuna Popular Sur, más conocido como Barón Rojo Sur, o por sus siglas BRS, es la barra brava del América de Cali, club que compite en la Categoría Primera A de Colombia. La barra como su nombre lo dice, se ubica en la tribuna sur del Estadio Pascual Guerrero. Fue fundada el 21 de diciembre de 1997 en Cali.

## Historia
Para contar la historia de la barra Barón Rojo Sur, hay que remontarse a diciembre de 1991, cuando nacía la primera barra "activa" (para diferenciarla de las barras tradicionales) de la ciudad de Cali, "La Furia Roja", una barra formada en su mayoría por adultos de barrios populares, caracterizada por sus viajes a lo largo y ancho del país siguiendo al América, llegando una vez a llevar cuatro buses hasta el estadio Metropolitano de Barranquilla. La iniciativa de creación la tuvo un grupo de estudiantes de la Universidad Autónoma de Occidente quienes armados con enormes y vistosas banderas, rodaron por el estadio hasta ubicarse en la tribuna Norte, donde saltaron y cantaron un solo coro que era lo tradicional. En el segundo partido de ese cuadrangular nuevamente aparecieron estos personajes saltando y agitando las banderas, entonces aquellos que tenían ese sueño de cantar y de saltar en el estadio, asistieron a la tribuna Norte al siguiente partido, y es ahí donde de forma improvisada y desordenada la barra se agrupa... como una mancha que se mueve por la tribuna.
En el primer clásico del año 92 apareció la barra mejor organizada. Llevaron papel picado, llegaron al estadio uniformados, hubo saludos aún sin conocerse, y se ubicaron allá arriba, en el segundo piso de Norte. Esta vez con algún coro preparado, y en el desarrollo del partido se tiraba; cantaron de pie, y todo el estadio los vio con alegría y admiración. La verdad es que la barra creció medianamente y los coros que se imponían tenían cierto aire parroquiano. Cada uno ondeaba su bandera; se montaban coreografías y al unísono la barra cantaba. Se causó gran impacto en el resto de hinchas que asistían al estadio por el colorido, los cantos, la emotividad y la diferencia.
Cuando se inició el proceso de la barra como tal ya había gente que lideraba el grupo por su antigüedad; el número de integrantes de La Furia creció, aunque sus componentes pertenecían principalmente a las capas medias. Los fundadores “niños bien”, estudiantes de universidad privada, empezaron un juego de poder con “los de barrio”, trabajadores, obreros de fábrica, estudiantes de institutos tecnológicos, un gran número de habitantes del barrio Petecuy, y algunos estudiantes de la Universidad del Valle. Aunque no faltaban las paradojas, era un parche alimentado por la pasión, fueron amigos, aprendieron a tolerarse en las diferencias.
En el año 1992, en el partido que América jugaba contra Atlético Nacional por la Copa Libertadores, la Furia estaba en su apogeo, y el estadio era una fiesta; saltaban eufóricos y la gradería cimbraba. De repente se volvieron el centro de la atención, las cámaras de TV los enfocaban fijamente; los periodistas esperaban grabar el momento de sus caídas, puesto que la tribuna Norte estaba partida y se veía mecer sobre occidental; subía y bajaba. Forzados dejaron la tribuna Norte, y decidieron irse para la tribuna Oriental, primer piso; allá el cambio fue drástico, además no todo el parche siguió a Oriental, sobre todo los que fumaban marihuana, y los que no tenían para pagar la entrada; algunos siguieron en Norte, y otros se fueron para Sur. Paradójicamente, mientras la barra ganaba popularidad y el número de adeptos crecía tanto o más que sus finanzas, a la Furia Roja le sobrevino una crisis.
En el año 94, la barra se fragmenta y un grupo de jóvenes decidió regresar a los orígenes de la auténtica barra popular, la que se merecía un equipo conocido a nivel nacional como "La Pasión de un Pueblo", y que desde su nacimiento había estado ligado a la entrada de los barrios populares de Cali. Este grupo se instaló primero en la tribuna popular norte y finalmente, como lo hace hoy en día, en la sur del estadio Pascual Guerrero. Una pequeña disidencia se fue para Occidental con el nombre de Estruendo Rojo, pero con la muerte de uno de los líderes de la Furia las cosas volvieron a la normalidad; la Furia se unificó nuevamente.
El equipo rojo vivía la era de Maturana, y la hinchada no estaba contenta; aún la Furia, que se caracterizaba por ser incondicional, la emprendió contra los jugadores y el técnico, además el exceso de alcohol en la cancha menguó la forma de alentar de la barra. Muy pocos continuaron en Oriental, otros volvieron a Sur y un combo de sardinos «3 o 4 rockeritos que nunca tuvieron voz ni voto» se fueron para Norte, y pusieron el punto alto allá. El combo en Norte era pequeño, pero fiel, y nació de pura alegría. Harold “El Muerto”, convenció a la gente para armar una disidencia; se encomendó a un man de la barra hacer un trapo para poner en Norte, y por alguna inexplicable razón le puso "Torcida", y todos empezaron a llamar así a la barra, aun cuando este nombre nunca fue tomado por la barra como tal.
La cosa fue en Norte segundo piso, con un grupo no muy grande; un asunto sí fue claro, como transición importante, Torcida no cantaría coros de la Furia, pues en la mayoría se generó malestar contra la antigua barra. La Torcida creció, y aparecieron nuevas personas cada vez más jóvenes; se popularizaron las caras pintadas, volvieron las banderas, aparecieron los estampados del Ché, se empezaron a adaptar canciones de Fito Paez y de otros cantantes argentinos, y el reconocimiento se hizo mayor. Vinieron los partidos de la final de la Libertadores en el 96, la barra llenó la tribuna y alentó con fuerza a pesar del traspiés futbolístico. El núcleo de la barra se conformaba por aproximadamente 200 personas, hinchas experimentados de anteriores procesos, agrupados de forma algo irregular pero comprometidos con la pasión.
Localizados en norte durante la final del año 1997, y en plena algarabía por la celebración del título, la pancarta de la Torcida, que se exhibía sobre la tribuna fue destruida por el fuego. Este hecho marcaría el último y definitivo desplazamiento de la barra por el Pascual.
La barra fue fundada oficialmente ese 21 de diciembre de 1997, mientras el pequeño grupo de fanáticos en la tribuna Norte, dominados por la euforia, bailaban y saltaban alrededor de las banderas que se consumían por el fuego; los otros 40.749 fanáticos, entre lágrimas y abrazos, celebraban el triunfo del equipo de Luis ‘Chiqui’ García, que le daba al América su estrella #9, en el Pascual. Los trapos que se quemaban en aquel momento eran "La Torcida" y "La Mecha", los cuales pasaron a la historia, para dejar como único sobreviviente, una pancarta de ocho metros de largo con letra gótica blanca, que decía "Barón Rojo", la cual se había elaborado en honor a la famosa banda española de metal; el nombre también hacía referencia explícita a Manfred Von Richthofen, uno de los más bravos y aguerridos pilotos alemanes de la Primera Guerra Mundial, conocido como el Barón Rojo. En aquel entonces, se propuso trasladar el colectivo a la tribuna Sur, ya que estando allá se posibilitaría el crecimiento del grupo, además era la tribuna más popular y por tanto el espacio natural de la barra. Desde entonces se adopta el nombre de "Barón Rojo Sur".
El paso a la Sur no fue fácil; en el segundo piso de esa tribuna se ubicaba un grupo de hinchas veteranos conocido como el parche de “Páginas Amarillas”, con el cual hubo constantes enfrentamientos, impidiendo el crecimiento de la barra. El grupo decide entonces ubicarse en el primer piso de la tribuna; en este período hubo altibajos, a veces el número de hinchas era nutrido, mientras que otras veces sólo los fundadores aparecían por el Pascual. Los líderes de la barra decidieron entonces tomar cartas en el asunto, diseñando una estrategia que permitiese que la popular se colmara en cada fecha; llegó gente de todo tipo, algunos solo por curiosidad, pero para muchos la barra se convirtió en una forma de vida.
“Lleguen, lleguen (al estadio)”, ese fue el único requisito que los fundadores: Harold "El Muerto" junto a su hermano John Guevara, los hermanos Caicedo (Trauma y Cheo), los hermanos Vahos (Ruso y Eskupa), los hermanos García (Ricardo y Mauricio) entre otros, le pidieron a hinchas como Felipe Garcés, entonces un estudiante de la Universidad del Valle, que atraído por los cantos y su pasión americana, pasó a integrar la barra desde el 99. “Esto se va a formar, vamos a crecer, esto es un ejército, aquí nació la nueva raza del hincha”; con esta frase Alexandro Vahos "Ruso", recibía a los fanáticos que, además de su amor por el equipo, llegaban seducidos tras una campaña que se escogió de un soldado alemán de la Primera Guerra Mundial, junto a un brazalete como sus máximos símbolos. Para crecer como barra se aplicó el modelo de las iglesias cristianas “cada uno gane uno”. Sin importar que les tocara o no pagar esa otra entrada, al domingo siguiente, ya no fueron 20 sino 40, luego pasaron a 80 y así a 160.
Fue una época dorada para el BRS; los numerosos actos de violencia, los accidentes frecuentes, los cantos basados en canciones famosas del rock hispanoamericano, los triunfos constantes del América y la simpatía evidente por parte de los jugadores, atrajeron a una cantidad inmensa de jóvenes y niños; el equipo rendía y la barra rendía, se hicieron los primeros viajes, se compusieron nuevos cantos, se diseñó un nuevo frente, se tomó nuevamente el segundo piso y existía un protagonismo mediático que señalaba al BRS como una de las barras más violentas en el ámbito suramericano.
Para el año 98, la barra ya era dueña de todo el primer piso de la tribuna sur y su fiesta de papel picado, humo rojo, pólvora, caras pintadas y trapos en el alambrado convertían al Pascual y en muchas ocasiones a otros estadios, en una verdadera caldera roja. Al tiempo que la barra se caracterizaba por su fidelidad y aliento constante hacia el cuadro rojo del Valle, los hechos lamentables relacionados con ella eran noticia en todo el país. De esta manera se acrecentaba su reputación y atraería cada día más hinchas americanos en toda Colombia. Como parte de la campaña también comenzaron a editar sus publicaciones. Primero fue Volumen Brutal «fanzine que costaba 500 pesos»; luego apareció Fanático Escarlata, «una mini revista editada por el Colectivo Diaboló» (diseñadores y comunicadores miembros de la barra), que hicieron una convocatoria, y dieron talleres para que los demás integrantes de Barón Rojo escribieran sobre sus viajes acompañando al América, partidos y experiencias al lado del equipo. Estos viajes los hacían con dinero de su bolsillo o con el que recogían en una pipa de gas en forma de alcancía que hacían pasar para llenarla de monedas durante los partidos en el Pascual.

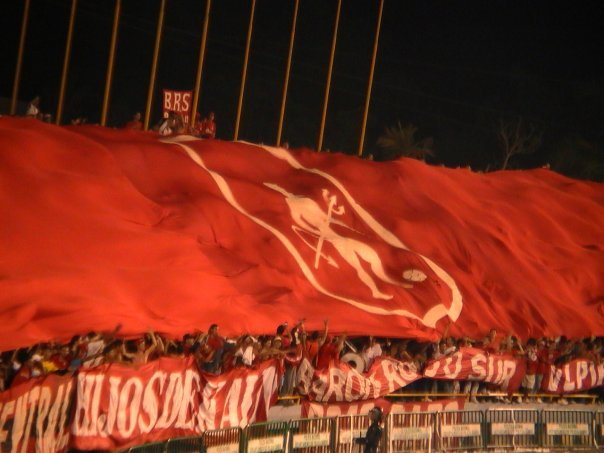
Barón Rojo Sur desplegando un tapatribuna en el estadio Centenario, Armenia.

El año de posicionamiento del Barón Rojo Sur como barra brava fue 1999, y para ello se valieron de las trifulcas cada ocho días, en los estadios que visitaban. “Entendimos que así había que hacerlo, porque cuando íbamos con nuestras banderas y cantábamos, nadie lo registraba; pero cuando se armaba una pelea todos los medios, prensa, TV y radio lo pasaban, y estábamos en boca de todo el mundo”. Ahí fue cuando las otras barras, que también estaban emergiendo en el país, dijeron: ‘‘el América ya tiene una barra brava”.
Con la llegada de La Banda 105' «jóvenes estructurados desde la academia que se encontraban en el estadio para seguir al América» y el retomar por parte de estos del manifiesto ‘‘Se necesita mucho huevo y mucho aguante para alentar en paz’’, escrito por ‘Sherpa, otro de los líderes, soplaron vientos de cambio. La 105 le propuso a la cúpula dejar de lado los cantos que llegaban del sur del continente. “Era más fácil que una persona se identificara con una canción de Pastor López que con un tema de rock, o una tecno-cumbia argentina”, cuenta Felipe Garcés. Eso funcionó.
Además, en el 2002 la barra ya tenía casi dos mil integrantes, la sugerencia también fue crear una estructura democrática. Entonces, como cualquier partido político, cada Bloque escogió sus representantes y durante seis meses se reunieron en una especie de convención o congreso ideológico. La línea social logró convencer a los demás de sacar los símbolos alemanes, nombraron el Senado BRS (con titulares y suplentes), que reunió a los líderes de los Bloques, y un gabinete con siete ministros: Trapos, Cantos, Viajes, Contactos, Tesorería, Prensa e Imagen y Desarrollo Humano. Pero, al parecer, la línea dura ha vuelto a liderar al BRS. Garcés, que ahora se identifica como un barrista más, se alejó de todas su funciones. “Nuestro proyecto quedó inconcluso porque la idea era, además del Senado BRS, escribir la Constitución Escarlata, iba a ser una adaptación de la Carta Magna colombiana, que tiene cosas buenas, pero con sentido rojo”.
Hoy por hoy, el Barón Rojo Sur alberga tantos simpatizantes que se hizo necesario dividir la barra por sectores, y existen alrededor de la ciudad los denominados Bloques con sus respectivos líderes.

## Organización

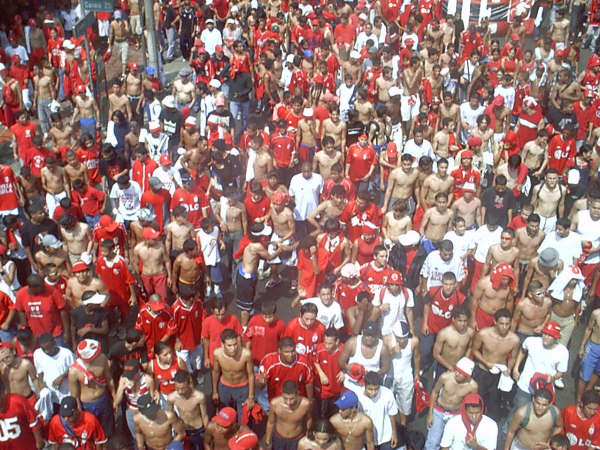
Caravana de hinchas americanos hacia el estadio Pascual Guerrero para vivir otra versión más del "Clásico de Rojos".

La barra Barón Rojo Sur está constituida por más de 20 bloques a nivel local de la ciudad de Cali, los cuales están ubicados estratégicamente acordonando toda la ciudad para así facilitar el desplazamiento de sus integrantes a las reuniones y diferentes actividades realizadas.
Generación Perdida; La primera línea de combate, La psicópata es el bloque más fuerte y más "bravo" y es el que siempre lidera y va al frente en cada combate o enfrentamiento de la barra. Hace parte del Barón Rojo Sur desde el año 99.
Averno Central; La banda del Comandante Misterio; La banda del Matadero; uno de los bloques de mayor importancia del Barón Rojo Sur, encargado de los trapos, y del cuidado de todas las pertenencias de la barra (instrumental, banderas, sombrillas, trofeos, etc). Hace parte del Barón Rojo desde el año 98; sus integrantes pertenecen a barrios de la zona central de la ciudad, como Las Acacias; San Nicolás; El Obrero; El prado; Nueva Floresta, Benjamin Herrera; entre otros.
Bloque Norte; Infernal Soldiers; Generación Perdida; La banda del Chanchero y Escobar; uno de los bloques más fuertes y "bravos" que tiene la barra; hace parte del BRS desde el año 98; sus integrantes pertenecen a barrios de la zona norte de la ciudad, como Chiminangos; La Rivera; La Isla; Floralia; Calima; Calimio; Jorge Eliecer Gaitán; El Popular; entre otros.
La Banda 105'; Siempre está; La banda de Piero; uno de los bloques más importantes e históricos del Barón Rojo; de aquí han salido la mayoría de composiciones de la barra; Sus integrantes pertenecen a barrios de la zona oeste y sur de la ciudad, como San Fernando; Melendez; Mortiñal; El Nacional; Bellavista; Los Cristales; Libertadores; Aguacatal; Terrón; entre otros.
Bloque Oriente - Hijos de Kaín; La tricolor; La banda de Richard; es uno de los bloques de más historia y representativos; su nombre nace en honor a la canción "Hijos de Caín" de la banda de heavy metal española, Barón Rojo. Se diferencia en la tribuna de los demás bloques debido a su tira y estandarte con los colores de la bandera "tricolor" colombiana; hace parte del BRS desde el año 98; sus integrantes pertenecen a barrios de la zona este y sur de la ciudad, como Villa del Sur; Ciudad Modelo; Guabal; La Unión; La Independencia; San Judas; República de Israel; Poblado; entre otros.
Distrito Popular; La Banda que ama la carretera; La Banda de Toyota; hace parte del Barón Rojo desde el año 2003; sus integrantes pertenecen a barrios de la zona este de la ciudad, comprendida por el Distrito de Aguablanca, como Compartir; Decepaz; Valle Grande; Talanga; Remansos; Puertas del Sol; entre otros.
Bloque Sur - Templete; La Banda de Morfeo; Hace parte del Barón Rojo desde el año 99; sus integrantes pertenecen a barrios como El Templete; San Fernando; Nápoles; Lourdes; El Refugio; entre otros.
La Plaga; La Banda de Ronald; A todos lados; hace parte del BRS desde el año 2000; sus integrantes pertenecen a barrios como El Vallado; El Morichal; Ciudad Córdoba; Llano Verde; La Unión; Antonio Nariño; entre otros.
Poseídos por el Diablo - San Luisito; Diablo x Siempre; La legendaria; La del tiro de esquina; hace parte del BRS desde el año 99; sus integrantes pertenecen a los barrios San Luis; San Luisito; Las Américas, Juanchito; Petecuy; entre otros.
La 39; El sentimiento no se termina; La que no destiñe; hacen parte del BRS desde el año 2002; sus integrantes pertenecen a barrios como El Guabál; Cristobal Colón; entre otros.
Siloé; sus integrantes pertenecen a la zona oeste, Comuna 20 de la ciudad.
Mojika; La banda de la bomba; hace parte del BRS desde el año 2000; sus integrantes pertenecen a la zona este, Comuna 15 de la ciudad, como el barrio Mojíca; Comuneros; El Poblado; La Paz; entre otros.
Terrón; La banda del Oeste; hace parte de la barra desde el año 2006; sus integrantes pertenecen a la zona oeste, Comuna 1 de la ciudad, como el barrio Terrón Colorado.
Mariano-R; La banda de Sebas; hace parte del Barón Rojo desde el año 2004; sus integrantes pertenecen a la zona suroeste de la ciudad, Comuna 16, como el barrio Mariano Ramos; Antonio Nariño; República de Israel; Ciudad Córdoba; Cañaverales; Villa del Sur; entre otros.
Univalle; Uno de los bloques más antiguos, históricos, y con más aguante de la barra; a pesar de una larga inactividad que duró muchos años, el bloque volvió oficialmente en el año 2016; sus integrantes pertenecen a la Universidad del Valle.

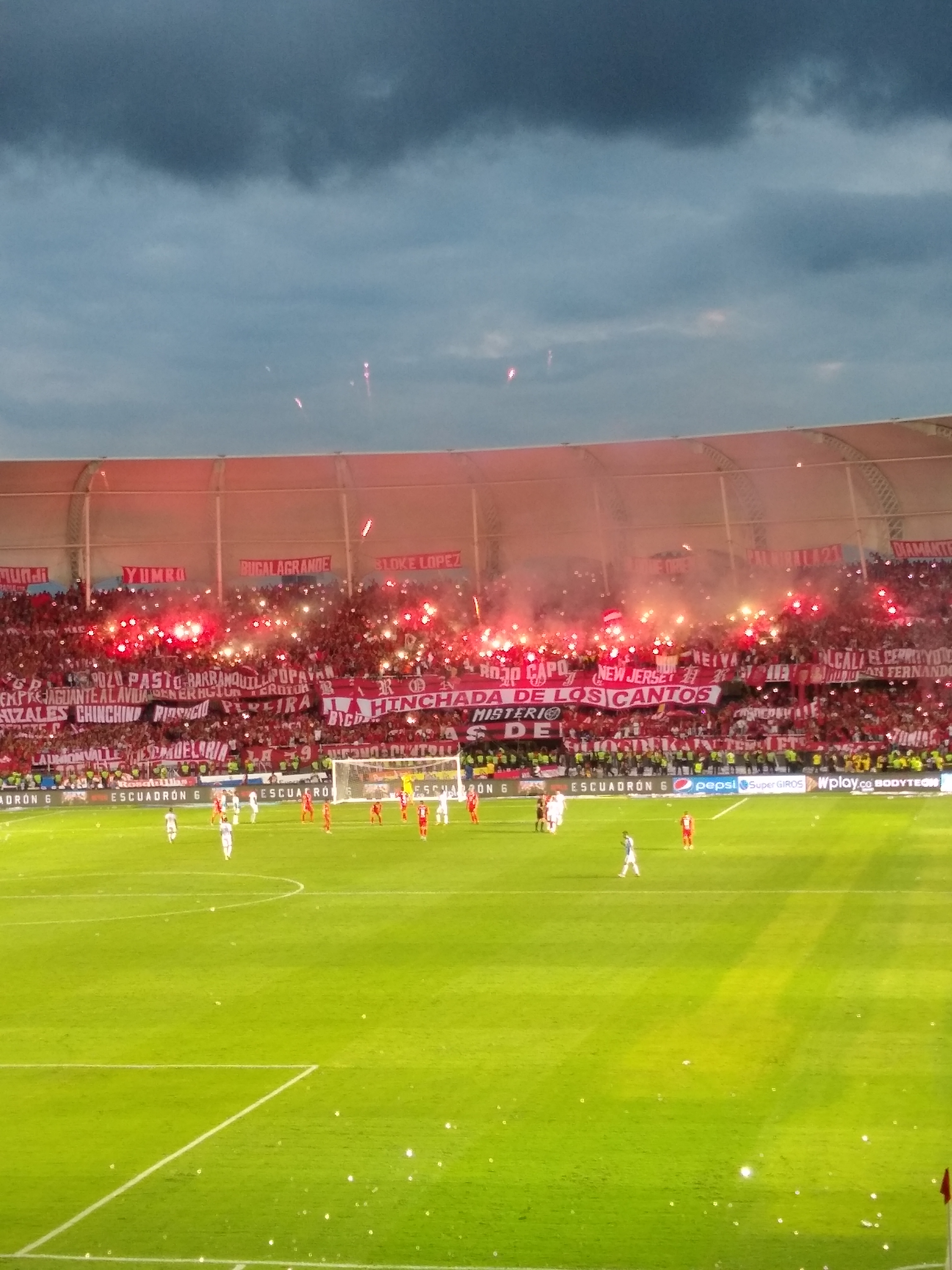
Barón Rojo en la final de la Liga Águila 2019 II, celebrando la estrella 14.

Páginas; Nació como barra mucho antes de la fundación del Barón Rojo, se ubicaban en la tribuna sur del San Fernandino; se caracterizaban por ser un gran número de personas "bullosas" que iban en familia, provenientes de sectores populares de la ciudad, y alentaban al equipo incondicionalmente; al pasar de los años y con el traslado del BR a la sur, hubo una fuerte rivalidad por la tribuna, por lo cual el Barón Rojo respetó su posición y compartieron la popular, sin haber tenido en cuenta que el BRS crecería tanto que llegaría a ocupar toda la tribuna, con sus dos pisos; hoy en día el bloque Páginas hace parte del BRS, sus integrantes pertenecen a barrios como Pondaje; Sindical; El Paraíso; entre otros.
Bloke López; Orishas del diablo; al igual que el Bloque Univalle, éste bloque estuvo inactivo un largo tiempo, pero resurgió en el año 2014; sus integrantes pertenecen a la zona noreste, Comuna 7 de la ciudad, barrios como Alfonso López.
Olaya; La del tridente; La banda que nació en segunda división; hace parte del BR desde el año 2015; sus integrantes pertenecen a la Comuna 4, barrios como Olaya Herrera; Popular; La Isla; Berlín: entre otros.
5ta Infernal; Hace parte del Barón Rojo Sur desde el año 2011. Sus integrantes pertenecen a barrios como San Fernando; Mojica; Porvenir; Lido; entre otros.
Alto Nápoles; La banda de Leo; hace parte del BRS desde el año 2011; sus integrantes pertenecen a la Comuna 18, barrio Alto Nápoles; Chorros; La Ladera; Meléndez; Las Palmas; Polvorines; entre otros.
Diamante; La banda del Viejo; La de Carreta; hace parte del Barón Rojo desde el año 2012; sus integrantes pertenecen a la zona este, Comuna 13, barrio El Diamante.
Brisas A; Hace parte del BRS desde el año 2011; sus integrantes pertenecen al barrio Brisas de Los Álamos.
También cuenta con un gran número de filiales por lo largo y ancho del país (alrededor de 110), desde la Guajira, hasta el Amazonas; además de muchas otras filiales fuera de Colombia, por lo cual es imposible nombrarlas a todas. Algunas de las más populares y reconocidas son: Palmira la 21; Bloque Yumbo; La Lepra Buga; Epidemia Tuluá; Infierno Sur Popayan; Candelaria; BR Bogotá; Armenia; Pereira; Medellin; Bucaramanga;Cucuta; Neiva; Ibagué; Manizales; Pasto; Barranquilla; Villavicencio; Barrancabermeja; Tunja; Ipiales; Sincelejo; Mocoa; San Andrés Islas; Nueva York; Miami; New Yersey; Argentina; Chile; Washington D.C.; Panamá; Madrid; Barcelona. 
La barra cuenta con grupos de trabajo, los cuales son conformados por varios de sus miembros de los bloques y las filiales; estos son:
- Asamblea Escarlata
- Trapos
- Orquesta Escarlata
- Viajes
- Mediadores
- Aguante & Carnaval
- Comité de Derechos Humanos Joan Sebastian Tenorio Bernal
- Comunicaciones
Cabe añadir que en esta barra siempre hubo dos líneas ideológicas definidas: la línea dura, la del choque beligerante; y la que pregona el “barrismo social”, es decir, la que defiende esta actividad como una expresión cultural.

## Barrismo social

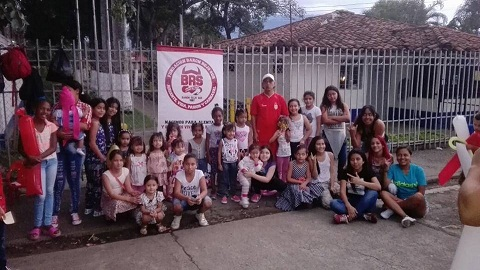
Donaciones a niños hechas por la Fundación BRS en diciembre de 2016.

El Barón Rojo Sur, como parte de su política de barrismo social, hace entrega de regalos a niños de barrios marginados de la ciudad de Cali, así como de otros municipios del Valle del Cauca. A través de la "Fundación Barón Rojo Sur" se organizan eventos de integración social con los distintos jóvenes, víctimas de violencia o que hacen parte de pandillas ilegales, promoviendo la convivencia pacífica y el estudio con su programa "Aguante, Vida, Pasión y Carnaval" participando activamente en actividades en pro de las comunidades más vulnerables. De igual manera, distintos integrantes y bloques dentro del BRS, organizan colectas para recuperar parques u otros sitios históricos de la ciudad y de concentración del BRS, cabe añadir que cuando se presentan emergencias dentro del país (terremotos, deslizamientos de tierra, inundaciones, sequías, entre otros), la barra también hace donaciones a los damnificados por los desastres antes mencionados. Cada Navidad se les lleva regalos a niños de las comunas más pobres, como también a menores hospitalizados, principalmente del Hospital Universitario del Valle (HUV). El 20 de diciembre de 2016 el SENA le otorgó a su fundación el premio a Mejor Proyecto de Innovación Social 2016.

## Vandalismo
El Barón Rojo se ha visto envuelto en diversos casos de violencia, siendo vetados en varias plazas locales.
Se recuerda los destrozos en el metro de Medellín; el secuestro de un bus de la barra Los del Sur de Atlético Nacional; el rompimiento de la baranda del segundo piso de la tribuna oriental del estadio Pascual Guerrero, con numerosos heridos; la caída del alambrado en la tribuna oriental del Campín y del Murillo Toro en Ibagué; la indignante batalla campal contra la policía de Cali, en un clásico América vs Cali en el año 2008, que dejó como resultado cientos de detenidos y algunos policías auxiliares heridos; la emboscada a los hinchas y miembros de la barra Amsterdam del club Peñarol, junto a periodistas uruguayos que habían arribado a la ciudad de Cali en el 2014, para disputar un partido por Copa Sudamericana; los ataques a instalaciones de clubes contrincantes y las constantes grescas con las hinchadas que visitan la ciudad. De igual manera, se han presentado varios altercados a través de los años con la barra hermana capitalina Disturbio Rojo Bogotá, con la que disputa el reconocimiento como barra oficial del club. También se han presentado luchas internas entre facciones de la misma hinchada, e incontables batallas callejeras con sus barras rivales: Los Del Sur (barra del Atlético Nacional); Comandos Azules - Blue Rain (barras del Millonarios FC); La Guardia Albi-Roja Sur (barra del Independiente Santa Fe); Frente Rojiblanco Sur - La Banda de Los Kuervos (barras del Atlético Junior); y en especial con su barra vecina, el Frente Radical Verdiblanco (barra del Deportivo Cali), más un sinnúmero de altercados y daños a bienes públicos, atracos y robos a mano armada dentro y fuera del estadio. La barra también se ha visto envuelta de sanciones por ingreso a la cancha, y microtráfico de estupefacientes.